# Ургунти-Поён
Ургунти-Поён (дари اورگونت پائین) — кишлак на северо-востоке Афганистана, в вилаяте (провинции) Бадахшан. Входит в состав района Вахан.

## Географическое положение
Ургунти-Поён расположен на северо-востоке Бадахшана, в высокогорной местности, на левом берегу реки Пяндж, вблизи государственной границы с Таджикистаном, на расстоянии приблизительно 131 километра к востоку-юго-востоку (ESE) от города Файзабада, административного центра вилаята. Абсолютная высота —2757 метров над уровнем моря. Ближайшие населённые пункты — кишлак Ургунт (выше по течению Пянджа), кишлак Дугургунт (ниже по течению Пянджа).

## Население
В национальном составе преобладают ваханцы.